# Stephen Fincher
Stephen Lee Fincher, född 7 februari 1973 i Memphis i Tennessee, är en amerikansk republikansk politiker. Han var ledamot av USA:s representanthus 2011–2017.
Fincher har varit verksam som affärsman och jordbrukare. I mellanårsvalet i USA 2010 besegrade han demokraten Roy Herron.